# Musaranya aquàtica malaia
La musaranya aquàtica malaia (Chimarrogale hantu) és una espècie de soricí que només s'ha trobat a l'estat malai de Selangor. Se la considerava en perill crític, però avui en dia se la considera gairebé amenaçada.
El seu nom científic hantu deriva del mot malai per dir "fantasma".